# Lancia Delta HF 4WD
Pour un article plus général, voir Lancia Delta.
 (avril 2023).
Si vous disposez d'ouvrages ou d'articles de référence ou si vous connaissez des sites web de qualité traitant du thème abordé ici, merci de compléter l'article en donnant les références utiles à sa vérifiabilité et en les liant à la section « Notes et références ».
En pratique : Quelles sources sont attendues ? Comment ajouter mes sources ?
Chronologie des modèles (-)
Lancia Delta S4
Lancia ECV Lancia Delta HF Integrale
Le Groupe S devait prendre le relais du Groupe B, la FIA voulant encourager des designs innovants et futuristes en n'exigeant qu'un nombre minimal de voitures à produire pour l'homologation (10 exemplaires contre 200 en Groupe B). Mais les événements dramatiques de 1985 et 1986 (décès de Bettega et de Toivonen) imposent un retour à des règles plus sécuritaires et la FIA renonce au Groupe S qui restera un projet mort-né. Le Groupe A, catégorie créée en 1982 était jusqu'alors la « deuxième division » du rallye. En 1987, il devient la catégorie-reine et pose des soucis aux constructeurs car il requiert une production de cinq mille exemplaires routiers pour homologuer le modèle de compétition. Lancia s'appuie alors sur son modèle exclusif à hautes performances destiné aux amateurs de voitures sportives, la Delta HF 4WD, pour rebondir en championnat du monde. Comme 2 300 exemplaires ont déjà été produits en 1986 (depuis le mois de mai), une nouvelle série de 2700 suffit à décrocher l'homologation.
La traction est intégrale permanente à 3 différentiels, avec une répartition du couple de 56 % sur l'avant et 44 % sur l'arrière. Le moteur dérive directement de celui de la Lancia Thema : 1 995 cm3 double arbre à cames en tête 8 soupapes turbocompressé (pression maxi 0,90 bar), développant 165 ch à 5 250 tr/min, et un couple de 26 mkg à 2 500 tr/min et de 29 mkg à 2 750 tr/min (avec l'overboost enclenché). Un intercooler est présent pour réduire la température de l'air de 120 à 70/50 °C, les soupapes sont au sodium et un radiateur est là pour refroidir l'huile moteur.
En 1987, la Delta HF 4WD réalise un doublé dès le rallye inaugural de Monte-Carlo (Miki Biasion devant Juha Kankkunen). Cette victoire n'est que la première d'une longue série, puisque seuls Timo Salonen sur Mazda 323 4WD en Suède, Hannu Mikkola sur Audi 200 quattro au Safari Rally et Bernard Béguin sur BMW M3 au Tour de Corse vont parvenir à s'imposer. Les Lancia remportent huit des dix épreuves sur lesquelles elles sont engagées (deux pour Kankkunen, et trois pour [Biasion et Markku Alén). Martini-Lancia remporte ainsi le championnat avec le maximum de points possibles (huit résultats étant retenus), en dominant Audi et Renault. Au championnat du monde des pilotes, Lancia réalise un triplé, Kankkunen remportant le titre avec 100 points devant Biasion (94 points) et Alén (88 points). Après avoir remporté les deux premières épreuves du championnat 1988, la voiture cède le pas à la version "Intégrale" de la Delta, d'emblée victorieuse dans les troisième et éprouvante quatrième manches mondiales, celles du Portugal et du Safari au Kenya.

## Palmarès
Victoires en WRC (11):
Monte-Carlo 1987 et 1988, Portugal 1987, Acropole 1987, Olympus 1987, Nouvelle-Zélande 1987 (F. Wittmann), Argentine 1987, Finlande 1987, SanRemo 1987, Grande-Bretagne 1987, Suède 1988.
En Championnat du monde des rallyes de voitures des Production (P-WRC), Alessandro Fiorio est le vainqueur 1987 (victoires au Portugal, à l'Olympus et en Finlande, pour la 1re édition du championnat du Groupe N et dès sa première saison en WRC).
En Championnat d'Europe des rallyes, Dario Cerrato est couronné lui aussi en 1987, et Fabrizio Tabaron le devient en 1988 (avec une partie de sa saison sur l'Intégrale). On retrouve ces deux même pilotes en tête du championnat italien pour les mêmes années. En Grèce Ioánnis Vardinoyiannis le devient en 1987 (5 autres titres suivront consécutivement avec lui pour Lancia), en Autriche Franz Wittmann en 1988, et au Portugal c'est au tour de Carlos Mário Costa Bica en 1990.
Victoires en ERC (Cerrato, Tabaron, Wittmann, C.M. Costa Bica...):
Halkidiki 1987 et 1988, Catalogne 1987, Piancavalo 1987, Targa Florio 1987, Laine 1987, Madère 1987, Hunsrück 1987, Saturne 1988, Tchécoslovaquie 1988, Arbö 1988, Tour du Portugal 1989,..).
À noter en France Pascale Neyret (fille de Robert Neyret), championne de France des rallyes en 1987 et vainqueur de la Coupe des Dames du Rallye Monte-Carlo en 1988 (19e).